# ماری کالوین
ماری کالوین (به انگلیسی: Marie Catherine Colvin) ‏(۱۲ ژانویه ۱۹۵۶–۲۲ فوریه ۲۰۱۲) روزنامه‌نگار و خبرنگار جنگ برجسته آمریکایی بود که از سال ‍‍۱۹۸۵ تا زمان مرگ برای نشریه پرآوازه بریتانیایی ساندی تایمز کار می‌کرد. او در سن ۵۶ سالگی هنگامی که در حال پوشش خبری محاصره حمص در سوریه بود زیر بمباران کشته شد.

## زندگی‌نامه
ماری‌کالوین در سال 1956 در کوئینز در نیویورک متولد و از دانشگاه ییل فارغ التحصیل شد. او روزنامه‌نگاری را با روزنامه یونایتد پرس اینترنشنال در پاریس شروع کرد. پس از آن به روزنامه ساندی تایمز رفت.
در سال ۲۰۰۱ کالوین برای تهیه گزارش از جنگ داخلی كه سری‌لانكا به آن منطقه رفت و در منطقه تحت کنترل تجزیه‌طلبان با نام ببرهای تامیل، در پی انفجار یک نارنجک، چشم چپش را از دست داد و از ناحیه ریه مجروح شد.

### خبرنگاری جنگ
وی روز پیش از مرگش در حمص، از آن شهر برای بی‌بی‌سی و سی‌ان‌ان گزارش داده بود. کالوین طی گفتگویی تلفنی یا سی‌ان‌ان، دولت بشار اسد را دروغگو خواند و از بی‌پناهی و بی‌گناهی ٢٨ هزار غیرنظامی سوری گفت و از فاجعه انسانی که در سوریه رخ می‌نمود. او آخرین گزارشش را در ۲۰ فوریه ۲۰۱۲ منتشر کرد.
ماری کالوین که پنجاه و شش سال داشت، ده سال پیش، طی تهیه گزارش در سری‌لانکا یکی از چشمان خود را بر اثر شلیک خمپاره از دست داد و از آن زمان چشم‌بندی مشکی به صورت زد که چهره‌اش را متمایز و مشهور می‌کرد. کالوین برجسته‌ترین خبرنگار جنگی بریتانیا به شمار می‌رفت.

## پیگرد حقوقی ادعای ترور
در ژوئیه ۲۰۱۶ وکیلان خانواده کالوین پرونده حقوقی را علیه دولت جمهوری عربی سوریه به جریان انداختند که به موجب آن ادعا کردند که اسناد و مدارکی در دست دارند که دولت سوریه مستقیماً دستور ترور ماری کالوین را داده بود. این دعوای حقوقی در اوایل سال ۲۰۱۹ به محکومیت دولت سوریه منتج شد.

## یادبود
پس از درگذشتش دانشگاه استونی بروک «مرکز گزارشگری بین‌المللی ماری کالوین» را به افتخار او راه‌اندازی کرد. خانواده‌اش نیز صندوق یادبود ماری کالوین را به منظور اهداف بشردوستانه در لانگ آیلند راه‌اندازی کردند.

## جوایز
کالوین در درازنای ۲۵ سال کنشگری خبرنگاری خود، جوایزی به پاس شجاعت در تهیه و مخابره اخبار جنگ، به ویژه از خاورمیانه و آسیای جنوبی از آن خود کرده بود.